# Perioada protodinastică a Egiptului
Perioada Protodinastică a Egiptului (de obicei plasată în 3200 - 3000 î.C.) se referă la sfârșitul perioadei predinastice. Este echivalentul perioadei arheologice Naqada III. Mai este cunoscută și ca Dinastia 0 sau Perioada Predinastică Târzie. 
Perioada Protodinastică este caracterizată ca fiind perioada când Egiptul Antic trecea prin procesul de unificare politică, ducând la apariția unui stat unitar în Perioada Dinastică Timpurie. Mai mult, in acesta perioada limba egipteana este pentru prima oara reprezentata prin Hieroglife. 
Formarea statului a început în această perioadă, poate chiar mai devreme. O mulțime de mici cetăți-stat s-au ridicat de-a lungul Nilului. Secole de cuceriri au redus Egiptul de Sus la trei mari cetăți-stat: Thinis, Naqada, și Nekhen. 
Despre geneza politica a Egiptului de Jos nu se cunosc foarte multe.
Situată între Thinis și Nekhen, Naqada a fost prima care a căzut; Thinis a cucerit apoi Egiptul de Jos. Relațiile dintre Nekhen și Naqada nu sunt cunoscute dar este posibil ca acestea să se fi unit pașnic cu familia regală Thinită conducânt întregul Egipt. Regii Thiniți sunt îngropați la Abydos.
Majoritatea egiptologilor îl consiră pe Narmer a fi ultimul monarh al acestei perioade (deși unii îl plasează în Prima Dinastie, la fel ca și pe cel cunoscut ca Regele Scorpion).